# Kugelwanzen

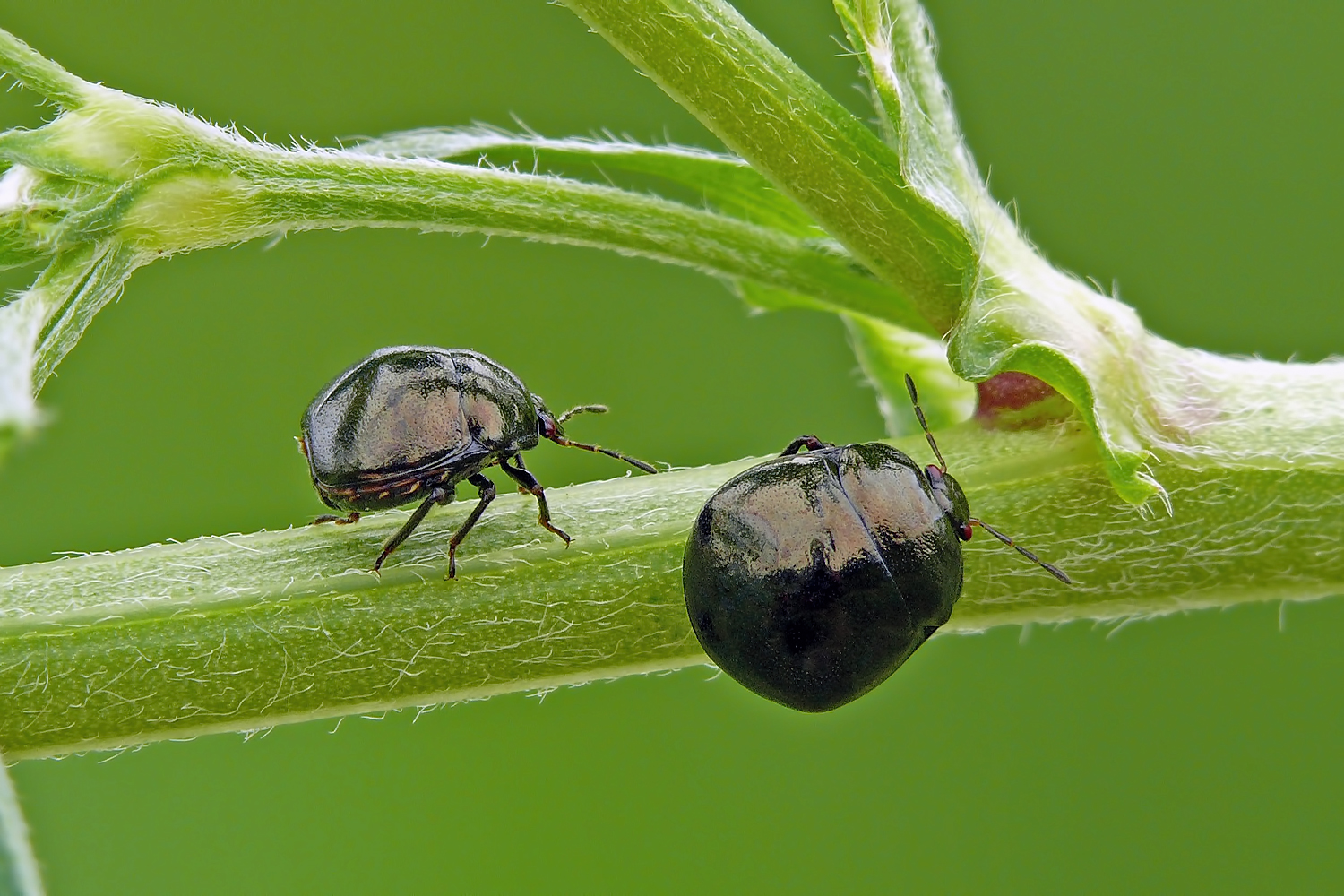
Coptosoma scutellatum

Kugelwanzen (Plataspididae, Syn.: Plataspidae) sind eine Familie der Wanzen (Heteroptera) innerhalb der Teilordnung Pentatomomorpha. Von ihnen sind etwa 560 Arten in 56 Gattungen bekannt. In Europa sind vier Arten vertreten, von denen eine, Coptosoma scutellatum auch in Mitteleuropa vorkommt. Ihr Hauptverbreitungsgebiet sind die Tropen. Mit einer Ausnahme sind die Tiere in der östlichen Hemisphäre verbreitet. Megacopta cribraria wurde durch den Menschen in die Vereinigten Staaten von Amerika eingeschleppt und ist dort ein sich stark verbreitender Schädling. Kugelwanzen sind käferähnliche Tiere mit stark abgerundetem, meist glänzend dunkel gefärbtem Körper. Die meisten Arten ernähren sich von Hülsenfrüchtlern (Fabaceae).

## Merkmale
Die Wanzen werden 2 bis 20 Millimetern lang und haben einen eiförmigen oder halbkugeligen, stark gekrümmten Körper, der ihnen Ähnlichkeit mit Käfern gibt. Sie sind häufig glänzend gefärbt und haben eine variable Körperfarbe, die jedoch meist metallisch glänzend schwarz oder braun ist. Es gibt auch stark bepustelte Arten. Ihr Schildchen (Scutellum) ist stark vergrößert und verdeckt den Hinterleib und den Großteil der Hemielytren, von denen nur der äußere Teil des Coriums unbedeckt ist. Viele Arten sind breiter als lang und bei manchen Arten ist die Kaulade der Mandibeln hornartig umgebildet. Beim Merkmal des vergrößerten Schildchens handelt es sich wahrscheinlich um eine Konvergenz, die sich innerhalb der Pentatomoidea mehrfach parallel entwickelt hat.
Ihr Kopf ist häufig abgerundet sowie abgeflacht und gekielt. Die Fühler lenken unterhalb des Seitenrandes des Kopfes ein und sind von oben nicht sichtbar. Sie sind fünfgliedrig, erscheinen jedoch viergliedrig, da die Unterteilung zwischen dem zweiten und dritten Segment nur schwach ausgebildet ist. Das zweite Segment des Labiums ist bei manchen Arten stark vergrößert, abgeflacht und sackförmig; die Styli sind darin teilweise aufgewickelt. Das viergliedrige Labium ist bei vielen Arten verdickt, bei manchen außerdem auch die Stirnplatte (Clypeus). Das Pronotum ist nahezu trapezförmig. Die Flügel sind stark modifiziert. Die Vorderflügel (Hemielytren) sind viel länger als der Körper, die Hinterflügel sind so gebaut, dass sie mit quer verlaufenden Einschnürungen unterhalb des Schildchens zusammengefaltet werden können. Die Tarsen sind zweigliedrig. Die Sterna am Hinterleib haben auf jeder Seite eine schräg liegende, gerade verlaufende Furche. Bei den Nymphen liegen die Duftdrüsenöffnungen am Hinterleib jeweils zwischen dem dritten bis sechsten Tergum. Die zwischen dem dritten und vierten sind bei manchen Arten stark zurückgebildet. Die Männchen haben eine Spermatheca mit gut entwickelter Pumpe und zwei Flanschen.

## Vorkommen
Die Familie ist in der östlichen Hemisphäre verbreitet und hat den Schwerpunkt ihrer Verbreitung in den Tropen, insbesondere der Orientalis. Nur einige wenige Arten treten auch in den gemäßigten Breiten der Paläarktis auf. Megacopta cribraria wurde jedoch in die Vereinigten Staaten von Amerika eingeschleppt, wo sie erstmals 2009 auftrat und sich innerhalb von nur vier Jahren in sechs südöstlichen Bundesstaaten stark ausgebreitet hat.

## Lebensweise
Die Kugelwanzen sind Pflanzenfresser und saugen überwiegend an Hülsenfrüchtlern (Fabaceae). Die Arten der Gattung Coptosoma legen ihre Eier auf den Blättern oder Stängeln der Pflanzen ab. Die Nymphen leben gesellig in teilweise sehr großen Aggregationen. Bei Störung fliegen die Tiere rasch in großer Zahl ab und verströmen dabei den Duft ihrer Stinkdrüsen. Sie kehren nach einigen Minuten zu ihrer ursprünglichen Sitzposition zurück. Die langen Styli mancher Arten ließen Autoren zunächst vermuten, dass die Tiere ähnlich wie die Rindenwanzen (Aradidae) und Termitaphididae an Pilzen saugen. Tatsächlich saugen sie sich jedoch an Phloemsaft und können verhältnismäßig dicke Rinde bis in die Leitbündel durchstechen. Dies ist durch die Symbiose mit Ameisen bestätigt, die die Wanzen beschützen, um ihre Honigtauausscheidungen zu fressen, wie dies etwa bei den Kugelwanzen der Gattung Tropidotylus zu beobachten ist, die gemeinsam mit der Ameisenart Meranoplus mucronatus auftritt.

## Taxonomie und Systematik
Dallas stellte die Kugelwanzen 1851 als Erster in den Familienrang. Franz Xaver Fieber nannte sie 1861 Arthropteridae. Carl Stål betrachtete sie in Arbeiten aus dem Jahr 1865 und 1876 als Unterfamilie der Baumwanzen (Pentatomidae). Dieser Ansicht sind viele der frühen Wanzenforscher wie etwa Kirkaldy (1909) gefolgt. Leston stellte den Familienrang 1952 wieder her, bezeichnete sie jedoch als Brachyplatidae. Die verwandtschaftliche Stellung der Gruppe war lange unklar. Nach einer Untersuchung anhand von morphologischen Merkmalen und DNA-Sequenzen aus dem Jahr 2008 durch Grazia et al. zeigte sich, dass die Monophylie der Familie ausreichend gut begründet ist. Sie stützen sich auf die neunten Laterotergite, die aneinandergrenzen und die das zehnte Hinterleibssegment teilweise oder vollständig verdecken. Entgegen allen bis dahin bestehenden Vermutungen legte die Untersuchung eine basale Stellung der Familie innerhalb der Pentatomoidea nahe.
Die verwandtschaftliche Stellung innerhalb der Familie und damit eine mögliche Aufteilung in Unterfamilien ist bis dato nicht erforscht.
Folgende Arten kommen in Europa vor:
- Coptosoma costale Stål, 1853
- Coptosoma mucronatum Seidenstucker, 1963
- Coptosoma sandahli Reuter, 1881
- Coptosoma scutellatum (Geoffroy, 1785)

## Belege